# Самуэльсен, Джидли
Джи́дли Самуэ́льсен (фар. Gilli Samuelsen; род. 12 февраля 1999 года в Торсхавне, Фарерские острова) — фарерский футболист, универсал, выступающий за клуб «Хойвуйк».

## Клубная карьера
Джидли — воспитанник клуба «Б36» из Торсхавна. Свой первый матч за эту команду он провёл 22 мая 2016 года, выйдя на замену вместо Ханнеса Агнарссона на 78-й минуте встречи с фуглафьёрдурским «ИФ» в рамках чемпионата Фарерских островов. Это была его единственная игра в дебютном сезоне на взрослом уровне. В 2018 году Джидли был арендован клубом «07 Вестур». В составе сёрвоавурцев он открыл счёт своим голам в премьер-лиге, уже в первом туре поразив ворота «АБ». Всего в сезоне-2018 Джидли забил 6 мячей в 14 встречах. В 2020 году он снова пришёл в «07 Вестур» на правах аренды и провёл 13 игр в первом дивизионе, отметившись 3 забитыми голами. Вернувшись в «Б36» в 2021 году, Джидли оказался не нужен первой команде и в итоге провёл сезон в дублирующем составе, где забил 10 мячей в 18 матчах первой лиги.
8 января 2022 года Джидли присоединился к «Б68». В сезоне-2022 игрок принял участие в 20 встречах высшего фарерского дивизиона. В 2023 году Джидли провёл 13 игр в рамках первенства архипелага. Сезон-2024 он провёл в составе «Хойвуйка», за который отыграл всего 4 матча в первом дивизионе.

## Международная карьера
В 2015 и 2017 годах Джидли представлял Фарерские острова на юношеском уровне, суммарно отыграв 8 встреч. В 2019 году он вызывался в молодёжную сборную Фарерских островов, однако так и не вышел на поле в её составе.

## Личная жизнь
Брат-близнец Джидли, Хугин Самуэльсен, также является футболистом. Братья вместе выступали за «Б36» и «Б68».